# Тонганская аристократия
В королевстве Тонга существует на данный момент 33 традиционных дворянских титула. Все они являются владетельными аристократами. Из них двадцать титулов были установлены королем Сиаоси Тупоу I с принятием Конституции 1875 года. В 1880 году король добавил ещё 10 титулов. Король Тупоу II создал титулы Ласике в 1894 году и Веикуне в 1903 году. Королева Саалоте Тупоу III образовала в 1921 году титул Тупоуто’а. Изначально существовал запрет на обладанием более чем одним титулом. Однако позже это стало возможным.
Среди некоторых из знатных вождей, кто не получил аристократический титул (в 1910 году) были среди прочего: 'Алипате Мафиле’о из Коломоту’а, СА Сипу из Коломоту’а, Ики Лолохеа из Ха’апаи (но позже унаследовал титул Фуливаи), Теевита Тапуелуелу из Вавау, СФ Тафоло, Теевита Ула Афуха’аманго из Вавау, Сиосиуа Ниутупу’иваха Кахо (но позже унаследовал Ту’ивакано).
Эти непризнанные вожди были ещё лордами в традиционном смысле. Однако их влияние постепенно уменьшается с каждым поколением. Королева Салоте признала этих вождей в некоторых своих публичных выступлениях проявив дань уважения вождям, но отдельно упомянула и дворян короны.
В XXI веке Король Джордж Тупоу V создал ещё восемь новых дворянских титулов, но без наследственных земель. Эти титулы останутся с ними на всю их жизнь, и эта практика аналогична принятой в Великобритании системе назначения пожизненных пэров.
- Рамзай Робертсон Далгети (Июль 2008)
- Тевита Поаси Тупоу (Июль 2008)
- Матото из Ту’анекивале (30 декабря 2010)
- Танги из Ваонуконука (30 декабря 2010)
- Фелети Вакаʻута Севеле, лорд Севеле из Ваилахи (30 декабря 2010)
- Мадраививи Тангататонга (4 Января 2011)
- Сонатане Ту’акинамолахи Таумоепеау-Тупоу — (покойный)
- Таниела Туфуи (июль 2008 — покойный)

## Тридцать три дворянских титула
А
- Ата
- 'Ahome’e

Ф
- Fakafānua
- Fakatulolo
- Fielakepa
- Fohe
- Fotofili
- Fulivai
- Fusitu’a

К
- Kalaniuvalu

Л
- Lasike
- Luani
- Lāvaka

М
- Malupō
- Ma’afu
- Mā'atu

Н
- Niukapu
- Нуку

Т
- Tangipā
- Tuita
- Tungī
- Tupouto’a
- Tu’iha’angana
- Tu’iha’ateiho
- Tu’ilakepa
- Tu’ipelehake
- Ту’ивакано
- Tu’i'āfitu

В
- Ваэа
- Vaha’i
- Veikune
- Ve’ehala

У
- 'Ulukālala

## Список литературы
- С. И. Кэмпбелл; Классическая Тонганский царство; 1989
- Маргарет Хиксон; Салоте королева Рая; 2000
- Тонга Liuaki; Taufa’ahau, Tu’iha’apai; 2008